# کاخ کازرتا

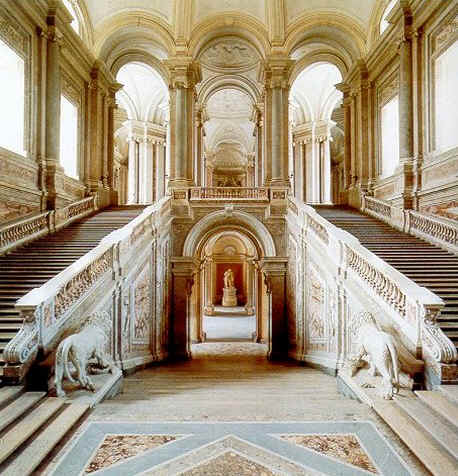
نمایی از درون کاخ کاسرتا

کاخ کازرتا یک کاخ در سبک باروک درمنطقه کازرتا و در ۴۰ کیلومتری شمال ناپل در کشور ایتالیا است که در دوران حکومت بوربون‌های فرانسوی بر جنوب ایتالیا توسط معمار پیر لوئیجی وان ویتلی ساخته شد. آب آن از جنگل بوسکووچیو سرچشمه می‌گیرد و با مجسمه‌هایی از دایانا و آکتئون تزئین شده‌است. این کاخ جزو بزرگترین کاخ‌های اروپا به‌شمار می‌رود و هزار و دویست اتاق دارد که چهل اتاق آن مربوط به خود امپراتور با فرسکهایی بر سقف تزئین شده‌اند. راه پلهٔ اصلی آن صدوشانزده پله مرمر دارد. این مکان به عنوان اقامتگاه خاندان سلطنتی مورد استفاده قرار می‌گرفت. ساخت بنا در ۱۷۵۱ میلادی به دستور کارل پنجم پادشاه سیسیل آغاز شد و در سال ۱۹۹۷ در فهرست میراث جهانی یونسکو به ثبت رسید.
از محیط این کاخ تاکنون برای ساخت فیلم‌های بسیاری استفاده شده که از آن جمله می‌توان به اپیزود اول جنگ ستارگان اشاره کرد.